# Juliana Olayode
Juliana Oluwatobiloba Olayode, conocida popularmente como Toyo baby, es una actriz y activista por la pureza sexual nigeriana. Es conocida por ser una crítica pública del sexo antes del matrimonio entre los jóvenes nigerianos.

## Biografía
Olayode nació en una familia de ocho y se crio en Lagos, Nigeria. Es oriunda de Ipokia, estado de Ogun. Mientras crecía, jamás pensó en ser actriz.

## Carrera
Tras conseguir un papel en El diario de Jenifa su nombre se hizo familiar en la industria cinematográfica de Nigeria. Aun así, ha mantenido sus esfuerzos por continuar vigente.
En la segunda mitad de 2017, publicó su autobiografía, Rebirth: From Grass to Grace. En el libro, habla de su vida personal, abuso sexual y luchas profesionales.

## Filmografía
Ha participado en algunas películas, que incluyen:
- Jenifa's Diary[12][13]
- Where Does Beauty Go
- Rivers Between[14]
- Couple of Days[15]
- Life of disaster
- Move on
- Bridezilia
- The Cokers